# 歸納維數
在數學的拓撲學中，歸納維數是對拓撲空間X定義的兩種維數，分別為小歸納維數ind(X)與大歸納維數Ind(X)。在n維歐幾里得空間Rn中，一個球的邊界是有n - 1維的球面。以這個觀察為基礎，利用一個空間中適合的開集的邊界維數，應當可以歸納定義出空間的維數。
這兩種維數是只靠空間的拓撲來定義，無需用到空間的其他性質（比如度量）。拓撲空間的一般常用維數有三種，有大小歸納維數，以及勒貝格覆蓋維數。通常說「拓撲維數」是指勒貝格覆蓋維數。對於「足夠好」的空間，這三種維數都相等。

## 正式定義
我們想定義一個點的維數是0，而點的邊界是空的，因此首先定義
{\displaystyle \operatorname {ind} (\varnothing )=\operatorname {Ind} (\varnothing )=-1}
然後，歸納定義X的小歸納維數ind(X)為最小的整數n，使得對X中任何點x，及任何包含x的開集U，都存在一個包含x的開集V，使得V的閉包是U的子集，V的邊界的小歸納維數小於或等於n - 1。
對於X的大歸納維數Ind(X)的定義，增加選取V的限制如下：Ind(X)為最小的整數n，使得對X中任何開集U，及U的任何閉子集F，都存在一個包含F的開集V，使得V的閉包是U的子集，V的邊界的大歸納維數n - 1。

## 各維數的關係
設dim為勒貝格覆蓋維數。對任何拓撲空間X，有
dim X = 0 若且唯若 Ind X = 0.
烏雷松定理指出，若X是正規空間，及有可數基，則
dim X = Ind X = ind X.
這種空間正是可分及可度量化空間。（參見烏雷松度量化定理。）
Nöbeling-Pontryagin定理指出有限維數的這種空間，其特徵為同胚於歐幾里得空間中的子空間，子空間用通常的拓撲。Menger-Nöbeling定理(1932)說若X是緊緻及度量可分，且有維數n，則可以嵌入到2n + 1維歐幾里得空間成為子空間。（Georg Nöbeling是卡爾·門格爾的學生。他引入了Nöbeling空間，是R2n + 1的一個子空間，由至少n + 1個座標是無理數的點所組成，這個空間有與n維空間嵌入相關的一些泛性質。）
若只假設X是可度量化，則有（Miroslav Katětov）
ind X ≤ Ind X = dim X.
若只假設X是緊緻豪斯多夫空間，則有（帕维尔·亚历山德罗夫）
dim X ≤ ind X ≤ Ind X.
以上的不等式都可能是嚴格的；Vladimir V. Filippov有個例子顯示兩種歸納維數可以不相等。
一個可分度量空間X的大歸納維數Ind X ≤ n，若且唯若X中任何閉空間A及任何連續映射{\displaystyle f:A\to S^{n}}，都存在一個連續擴張{\displaystyle {\bar {f}}:X\to S^{n}}。

## 參看
- Crilly, Tony, 2005, "Paul Urysohn and Karl Menger: papers on dimension theory" in Grattan-Guinness, I., ed., Landmark Writings in Western Mathematics. Elsevier: 844-55.
- R. Engelking, Theory of Dimensions. Finite and Infinite, Heldermann Verlag (1995), ISBN 3-88538-010-2.
- V. V. Fedorchuk, The Fundamentals of Dimension Theory, appearing in Encyclopaedia of Mathematical Sciences, Volume 17, General Topology I, (1993) A. V. Arkhangel'skii and L. S. Pontryagin (Eds.), Springer-Verlag, Berlin ISBN 3-540-18178-4.
- V. V. Filippov, On the inductive dimension of the product of bicompacta, Soviet. Math. Dokl., 13 (1972), N° 1, 250-254.
- A. R. Pears, Dimension theory of general spaces, Cambridge University Press (1975).